# Young Reader's Choice Award

Le Young Reader's Choice Award est un prix littéraire décerné chaque année par les étudiants du Nord-Ouest Pacifique. Le prix existe depuis 1940, ce qui en fait le plus vieux prix littéraire jeunesse des États-Unis et du Canada. Le prix a récompensé des romans tels que L'Étalon noir ou Lassie, chien fidèle ; Beverly Cleary est l'autrice qui fut primée quatre fois.

## Lauréats de 1940 à 1990
| Année | Lauréat                     | Titre                                |
| ----- | --------------------------- | ------------------------------------ |
| 1940  | Dell J. McCormick           | Paul Bunyan Swings His Axe           |
| 1941  | Richard et Florence Atwater | Mr. Popper's Penguins                |
| 1942  | Laura Ingalls Wilder        | By the Shores of Silver Lake         |
| 1943  | Eric Knight                 | Lassie Come-Home                     |
| 1944  | Walter Farley               | The Black Stallion                   |
| 1945  | Marie McSwigan              | Snow Treasure                        |
| 1946  | Jack O'Brien                | The Return of Silver Chief           |
| 1947  | Robert McCloskey            | Homer Price                          |
| 1948  | Walter Farley               | The Black Stallion Returns           |
| 1949  | Shannon Garst               | Cowboy Boots                         |
| 1950  | Dr. Seuss                   | McElligot's Pool                     |
| 1951  | Marguerite Henry            | King of the Wind                     |
| 1952  | Marguerite Henry            | Sea Star, Orphan of Chincoteague     |
| 1953  | non décerné                 | non décerné                          |
| 1954  | non décerné                 | non décerné                          |
| 1955  | non décerné                 | non décerné                          |
| 1956  | Ellen MacGregor             | Miss Pickerell Goes to Mars          |
| 1957  | Beverly Cleary              | Henry and Ribsy                      |
| 1958  | William Corbin              | Golden Mare                          |
| 1959  | Fred Gipson                 | Old Yeller                           |
| 1960  | Beverly Cleary              | Henry and the Paper Route            |
| 1961  | Jay Williams                | Danny Dunn and the Homework Machine  |
| 1962  | Stewart Holbrook            | The Swamp Fox of the Revolution      |
| 1963  | Jay Williams                | Danny Dunn on the Ocean Floor        |
| 1964  | Sheila Burnford             | The Incredible Journey               |
| 1965  | Richard Tregaskis           | John F. Kennedy and PT-109           |
| 1966  | Sterling North              | Rascal                               |
| 1967  | Ian Fleming                 | Chitty-Chitty-Bang-Bang              |
| 1968  | Beverly Cleary              | The Mouse and the Motorcycle         |
| 1969  | Keith Robertson             | Henry Reed's Baby-Sitting Service    |
| 1970  | William Corbin              | Smoke                                |
| 1971  | Beverly Cleary              | Ramona the Pest                      |
| 1972  | Donald J. Sobol             | Encyclopedia Brown Keeps the Peace   |
| 1973  | Pas de prix                 |                                      |
| 1974  | Robert C. O'Brien           | Mrs. Frisby and the Rats of NIMH     |
| 1975  | Judy Blume                  | Tales of a Fourth Grade Nothing      |
| 1976  | John D. Fitzgerald          | The Great Brain Reforms              |
| 1977  | Judy Blume                  | Blubber                              |
| 1978  | John D. Fitzgerald          | The Great Brain Does It Again        |
| 1979  | Mildred Taylor              | Roll of Thunder, Hear My Cry         |
| 1980  | Beverly Cleary              | Ramona and Her Father                |
| 1981  | Ellen Conford               | Hail, Hail Camp Timberwood           |
| 1982  | Deborah et James Howe       | Bunnicula: A Rabbit Tale of Mystery  |
| 1983  | Judy Blume                  | Superfudge                           |
| 1984  | Lynne Reid Banks            | The Indian in the Cupboard           |
| 1985  | Jamie Gilson                | Thirteen Ways to Sink a Sub          |
| 1986  | Betty Ren Wright            | The Dollhouse Murders                |
| 1987  | Robert Kimmel Smith         | The War with Grandpa                 |
| 1988  | Barthe DeClements           | Sixth Grade Can Really Kill You      |
| 1989  | Mary Downing Hahn           | Wait Till Helen Comes: A Ghost Story |
| 1990  | Louis Sachar                | There's a Boy in the Girls' Bathroom |

## Lauréats de 1991 à 2001
| Année | Lauréat junior          | Lauréat junior                        | Lauréat sénior          | Lauréat sénior              |
| ----- | ----------------------- | ------------------------------------- | ----------------------- | --------------------------- |
| 1991  | Ann M. Martin           | Ten Kids, No Pets                     | Jenny Davis             | Sex Education               |
| 1992  | Bill Wallace            | Danger in Quicksand Swamp             | Peter Dickinson         | Eva                         |
| 1993  | Jerry Spinelli          | Maniac Magee                          | Caroline B. Cooney      | The Face on the Milk Carton |
| 1994  | Phyllis Reynolds Naylor | Shiloh                                | Ann Rinaldi             | Wolf by the Ears            |
| 1995  | Peg Kehret              | Terror at the Zoo                     | Lois Duncan             | Who Killed My Daughter?     |
| 1996  | Lois Lowry              | The Giver                             | Phyllis Reynolds Naylor | The Boys Start the War      |
| 1997  | Caroline B. Cooney      | Driver's Ed                           | Eve Bunting             | Nasty Stinky Sneakers       |
| 1998  | Louis Sachar            | Wayside School Gets A Little Stranger | Karen Cushman           | The Midwife's Apprentice    |
| 1999  | Andrew Clements         | Frindle                               | Eve Bunting             | SOS Titanic                 |
| 2000  | Dick King-Smith         | A Mouse Called Wolf                   | Mel Glenn               | The Taking of Room 114      |
| 2001  | Louis Sachar            | Holes                                 | William Sleator         | The Boxes                   |

## Lauréats à partir de 2002
| Année | Lauréat junior                                  | Lauréat junior                                                                                             | Lauréat intermédiaire          | Lauréat intermédiaire                                     | Lauréat sénior     | Lauréat sénior                                                   |
| ----- | ----------------------------------------------- | --- | ------------------------------ | --------------------------------------------------------- | ------------------ | ---------------------------------------------------------------- |
| 2002  | Christopher Paul Curtis                         | Bud, Not Buddy                                                                                             | Carolyn Meyer                  | Mary, Bloody Mary                                         | William Sleator    | Rewind                                                           |
| 2003  | Kate DiCamillo                                  | Winn-Dixie (Because of Winn-Dixie)                                                                         | Gordon Korman                  | No More Dead Dogs                                         | Joan Bauer         | Hope Was Here                                                    |
| 2004  | Joseph Bruchac                                  | Skeleton Man                                                                                               | Eoin Colfer                    | Artemis Fowl (Artemis Fowl)                               | Ann Brashares      | Quatre filles et un jean (The Sisterhood of the Traveling Pants) |
| 2005  | Cornelia Funke                                  | Le Prince des voleurs (The Thief Lord)                                                                     | Gordon Korman                  | Mon père est un parrain (Son of the Mob)                  | Nancy Farmer       | La Maison du Scorpion (The House of the Scorpion)                |
| 2006  | Kate DiCamillo                                  | La Quête de Despereaux (The Tale of Despereaux)                                                            | Christopher Paolini            | Eragon (Eragon)                                           | K. L. Going        | Fat Kid Rules the World                                          |
| 2007  | Cornelia Funke                                  | Le Cavalier du dragon (Dragon Rider)                                                                       | Eoin Colfer                    | Le Supernaturaliste (The Supernaturalist)                 | Terry Pratchett    | Un chapeau de ciel (A Hat Full of Sky)                           |
| 2008  | Ann M. Martin                                   | Une vie de chien. Autobiographie d'un chien errant (A Dog's Life: Autobiography of a Stray)                | Rick Riordan                   | Le Voleur de foudre (The Lightning Thief)                 | Jodi Lynn Anderson | Peau de pêche (Peaches)                                          |
| 2009  | Kate DiCamillo                                  | L'Odyssée miraculeuse d'Édouard Toulaine (The Miraculous Journey of Edward Tulane)                         | John Boyne                     | Le Garçon en pyjama rayé (The Boy in the Striped Pyjamas) | Stephenie Meyer    | Tentation (New Moon)                                             |
| 2010  | Jeff Kinney                                     | Carnet de bord de Greg Heffley (Diary of a Wimpy Kid)                                                      | Gordon Korman                  | Schooled                                                  | Cassandra Clare    | La Coupe mortelle (City of Bones)                                |
| 2011  | Kazu Kibuishi                                   | Le Gardien de la pierre (Amulet: The Stonekeeper)                                                          | Shannon Hale                   | Rapunzel's Revenge                                        | Suzanne Collins    | Hunger Games (The Hunger Games)                                  |
| 2012  | Wendy Mass                                      | 11 Birthdays                                                                                               | James Dashner                  | Le Labyrinthe (The Maze Runner)                           | Maggie Stiefvater  | Frisson (Shiver)                                                 |
| 2013  | Rick Riordan                                    | Le Héros perdu (The Lost Hero)                                                                             | Raina Telgemeier               | Souriez (Smile)                                           | Han Nolan          | Crazy                                                            |
| 2014  | Jeff Kinney                                     | Carrément claustro ! (Cabin Fever)                                                                         | Rick Riordan                   | Le Fils de Neptune (The Son of Neptune)                   | Veronica Roth      | Divergent (Divergent)                                            |
| 2015  | R. J. Palacio                                   | Wonder (Wonder)                                                                                            | Raina Telgemeier               | En scène ! (Drama)                                        | John Green         | Nos étoiles contraires (The Fault in Our Stars)                  |
| 2016  | Chris Grabenstein                               | Vingt-quatre heures dans l'incroyable bibliothèque de M. Lemoncello (Escape From Mr. Lemoncello's Library) | Rick Yancey                    | La Cinquième Vague (The 5th Wave)                         | Jennifer Smith     | This is What Happy Looks Like                                    |
| 2017  | Cece Bell                                       | Super Sourde (El Deafo)                                                                                    | Holly Black et Cassandra Clare | L'Épreuve de fer (The Iron Trial)                         | Veronica Roth      | Divergente raconté par Quatre (Four)                             |
| 2018  | Victoria Jameson                                | Roller Girl (Roller Girl)                                                                                  | Rick Riordan                   | L'Épée de l'été (The Sword of Summer)                     | Victoria Aveyard   | Red Queen (Red Queen)                                            |
| 2019  | Dav Pilkey                                      | Dog Man (Dog Man)                                                                                          | Rick Riordan                   | L'Oracle caché (The Hidden Oracle)                        | Kendare Blake      | Three Dark Crowns (Three Dark Crowns)                            |
| 2020  | Alan Gratz                                      | Réfugiés (Refugee)                                                                                         | Dusti Bowling                  | Insignificant Events in the Life of a Cactus              | Angie Thomas       | The Hate U Give : La Haine qu'on donne (The Hate U Give)         |
| 2021  | Tui Sutherland, Barry Deutsch et Rachel Swirsky | La Prophétie (The Dragonet Prophecy)                                                                       | V. E. Schwab                   | Chasseuse de fantômes (City of Ghosts)                    | Rachael Lippincott | Five Feet Apart (Five Feet Apart)                                |
| 2022  | Jerry Craft                                     | Le Nouveau (New Kid)                                                                                       | Padma Venkatraman              | The Bridge Home                                           | Tehlor Kay Mejia   | We Set the Dark on Fire                                          |